# Želdubaj
Želdubaj nebo Žoldybaj (rusky Желдубай) je slané jezero v Akmolské oblasti v Kazachstánu. Má rozlohu přibližně 32 km². Jezero je bezodtoké.

## Pobřeží
Je obemknuto širokým pruhem černého jílu (batkaka - баткака), který zapáchá po sirovodíku.